# Військове експериментальне бюро
Військове експериментальне бюро (нім. Militärversuchsamt) було органом при прусському військовому міністерстві зі штаб-квартирою в Берліні, яке мало «консультувати та підтримувати прусську армію у всіх хімічних та фізичних питаннях у галузі стрілецької та вибухової техніки». Він був створений у Німецькій Імперії в 1897 році з Центрального експериментального центру з вибухових речовин (Zentralversuchsstelle für Explosivstoffe), який був заснований в 1889 році, став органом з незалежним управлінням в 1893 році і був перейменований у Versuchsstelle für Sprengstoffe (Експериментальний центр з вибухових речовин) у 1896 році.
Військове експериментальне бюро складалося з двох хімічних відділів, фізичного відділу та, починаючи з 1902 року, механіко-технічного відділу. До 1905 року науковий персонал та інженери працювали як цивільні службовці, після чого вони стали працювати як військово-цивільні службовці в офіцерському званні. До Першої світової війни кількість співробітників становила 61 особу, включаючи 16 учених, а під час війни зросла приблизно до 230 осіб, 52 з яких були вченими. Діяльність в основному включала розробку, випробування матеріалів та консультування в галузі вибухових речовин.
Після закінчення війни, у квітні 1920 року, Військове випробувальне бюро стало Хіміко-технічним рейхсанштабом, який підпорядковувався Міністерству внутрішніх справ Рейху та був попередником Федерального інституту дослідження та випробування матеріалів, що існує в даний час.